# Баденок, Кеми
Олукеми Олуфунто Баденок (англ. Olukemi Olufunto Badenoch), урождённая Адегоке (англ. Adegoke), более известна как Кеми Баденок (англ. Kemi Badenoch, в английской транскрипции Бейднок /ˈbeɪdnɒk/, в гэльской — Баденох (гэльск. A' Bhaideanach); род. 2 января 1980, Уимблдон, Большой Лондон) — британский политический и государственный деятель, лидер Консервативной партии (с 2024).

## Биография

### Ранние годы
Родилась 2 января 1980 года в Уимблдоне в семье уроженцев Нигерии Феми (умер в феврале 2022 года) и Феи Адегоке, имеет брата и сестру. Мать — преподаватель физиологии, отец был врачом общей практики. Значительную часть детства и юности Кеми провела в Лагосе (Нигерия), где работал отец, и в США, где преподавала мать. В 16-летнем возрасте вернулась в Великобританию из-за ухудшения финансового положения семьи. Окончила колледж Феникс дополнительного профессионального образования в районе Морден лондонского боро Мертон, в 2003 году получила в университете Сассекса степень магистра по компьютерному инжинирингу, затем работала по специальности в компании CGI Group и одновременно училась в Биркбеке — подразделении Лондонского университета — где в 2009 году получила степень бакалавра по праву.
Занимала должность заместителя директора в банке Coutts, руководила IT-отделом журнала «The Spectator», в 2015 году была избрана в Лондонскую ассамблею и была ее членом до 2017 года, ее сменила Сьюзан Холл.

### Политическая карьера
В 2017 году избрана в Палату общин от округа Сэффрон Уолден в графстве Эссекс, победив с результатом 61,8 % лейбористку Джейн Берни (Jane Berney).
В июле 2019 года назначена парламентским помощником министра образования, а в феврале 2020 — младшим секретарём Казначейства и помощником министра по вопросам равноправия.
С 16 сентября 2021 по 6 июля 2022 года занимала должность младшего министра по местному самоуправлению в Департаменте жилищно-коммунального хозяйства.
Выступала за выход Великобритании из Евросоюза, зарекомендовала себя решительной противницей идеологии «Воук», в том числе скептически относится к расширению прав трансгендеров.
После скандальной отставки Бориса Джонсона Баденок выставила свою кандидатуру на выборах главы Консервативной партии Великобритании, но по итогам четвёртого тура голосования парламентариев 19 июля 2022 года выбыла из дальнейшей борьбы, получив наименьшую поддержку из четырёх претендентов — 59 голосов.
6 сентября 2022 года при формировании правительства Лиз Трасс получила портфель министра внешней торговли, председателя Торгового совета.
25 октября 2022 года по завершении нового правительственного кризиса был сформирован кабинет Риши Сунака, в котором Баденок сохранила прежнюю должность и дополнительно была назначена министром равноправия.
7 февраля 2023 года премьер-министр Сунак произвёл реорганизацию правительства, в результате которой функции Баденок были расширены, и она стала министром предпринимательства и торговли.
4 июля 2024 года состоялись досрочные парламентские выборы, которые принесли консерваторам тяжелейшее поражение, но Баденок была вновь переизбрана в прежнем округе, переименованном после изменения границ в Северо-Западный Эссекс.
5 июля 2024 года было сформировано лейбористское правительство Кира Стармера, в котором преемником Баденок стал Джонатан Рейнольдс.
8 июля 2024 года включена в состав временного теневого правительства Риши Сунака в должности теневого министра выравнивания, жилищного хозяйства и местных общин.

### Во главе Консервативной партии
9 октября 2024 года вместе с Робертом Дженриком вышла в завершающий тур выборов нового лидера партии.
2 ноября 2024 года Кеми Баденок объявлена победителем выборов с результатом 53 806 голосов однопартийцев против 41 388 голосов, поданных за её соперника в последнем туре выборов Роберта Дженрика. Стала первой чернокожей женщиной — лидером одной из основных британских политических партий. В ходе предвыборной агитации обещала перестроить партию с целью возвращения к подлинному консерватизму.
5 ноября 2024 года Кеми Баденок сформировала свой теневой кабинет, призванный воссоединить консерваторов, разобщённых междоусобным соперничеством. В теневое правительство вошли представители умеренного течения под названием «Одна нация», правое крыло — последователи Бориса Джонсона, а также соперники Баденок по борьбе за лидерство — Мел Страйд, Прити Пател и Роберт Дженрик.
1 мая 2025 года состоялись местные выборы в Англии, ставшие катастрофой для консерваторов. Они утратили большинство во всех 15 из 23 переизбираемых советов графств, которые контролировали, получив в общей сложности по итогам выборов лишь 319 мест в указанных советах и уменьшив тем самым своё представительство на 635 депутатов.

## Личная жизнь
Состоит в браке с сотрудником Deutsche Bank Хэмишем Баденоком (англ. Hamish Badenoch), у них есть две дочери и сын.
Себя называет агностиком, воспитанным в христианской культуре, отмечая, что в Нигерии её дед был методистским пастором.